# Теснолинейки в България

## Атракциони
Днес извън индустриалния сектор на този стандарт работят само атракционните – детските 600 мм междурелсие железници: дълга е всяка ~1000 м, в Кърджали, и в Пловдив. Кърджалийска и Пловдивска детски железници са общинска собственост. 

### Детската железница „Пионер" в Кърджали
Намира се в парк „Отдих и култура" над стадион Дружба, Кърджали, междурелсие 600 мм – открита 30.09.1962, тогава с дължина1,21 км. В момента е действаща.

### Пионерска пловдивска железница
междурелсие 600 мм – 1,1 км, открита 23.09.1979 г., закрита 1997, възстановена на 22.09.2007, действаща.

### Теснолинейка Бургаски солници
Междурелсие 600 мм – функционираща като промишлена и атракционна. Специално пригодено за туристи „Влакче на солта“ прави обиколка из производствените площи. Освен процеса на солодобив може да се наблюдават и редки птици.

## Теснолинейка Септември - Добринище
В България извън рудниците и промишлените предприятия сега единствената функционираща теснопътна линия 125 км ползвана от БДЖ е с междурелсие 760 мм от гара Септември до гара Добринище.  
Междурелсието ѝ е 760 мм, а първият ѝ участък от Саранбей (дн. Септември) до Лъджене (дн. част от Велинград) е открит в 1926 г. Окончателно завършена 1945 г., днес разстоянието от 125 km между крайните гари с 23 спирки се изминава за около 5:30 часа със средна скорост 25 км/ч. Това е единствената функционираща днес теснопътна линия на БДЖ.

## Разширени до нормално междурелсие 1435 мм български теснолинейни линии

### Горна Джумая-Валовища
Междурелсие 600 мм – открита 1918 до Рупел, прекъсната в 1921 година до гара Припечено (днес Генерал Тодоров) заради установената граница по Ньойския договор, разширена в нормална през 1937 до Крупник, открита отново през 1941 след присъединяването на Беломорска Тракия, прекъсната в 1944 след връщането на старата граница, в 1965 открита и разширена в нормална до Валовища след междуправителствено българо-гръцко споразумение;

### Радомир-Валовища
Междурелсие 600 мм – 182 км, първият участък Радомир-Дупница 44,5 km e открит на 4 март 1916 г., линията до Рупел общо 164 км е открита в 1918 г., в 1941 г. са изградени 18 км, (демонтирания от гърците след Ньойския договор участък започващ от границата) и линията на 29 ноември 1941 г. влиза в експлоатация до Валовища в цялата си проектна дължина.

### Мина Бели брег(бивша „Болшевик“) до с.Ялботина
Междурелсие 500 мм разширена на 900 мм, вътрешна линия;

### Градско–Дреново–Плетвар–Прилеп–Беранци–Битола
Междурелсие 600 мм – открита 1916, 131 км; в участъците Градско – Шивец и Прилеп – Битоля разширена в нормална, демонтирана в участъка Шивец – Прилеп

### Дупница – Бобов дол
Междурелсие 600 мм – открита 1917, разширена в нормална 1950 г. Двата теснолинейни парни локомотива са предадени за експлоатация по линията Ахтопол – Бродилово – Кости

### Раковски(дн. кв. от Димитровград) –Хасково
Междурелсие 600 мм – 21 км, открита 1922, разширена в нормална 1928;

### Скопие(Жостово) – Хромови мини
23 км, 600 мм открита 1917, разширена в нормална;

### Скопие(гара Горно Скопие) –Страчинци
35 км, открит 1941 участък, разширена в нормална;

### Скопие(Жостово) –Орешани
22 км, междурелсие 600 мм открита 1941, разширена в нормална;

### Ямбол – Елхово
Междурелсие 600 мм – открита 1917 г. на конска тяга, разширена в нормална и с променено трасе 1930, закрита 2002, не е демонтирана.

## Закрити теснолинейки

### Ахтопол – Бродилово – Кости
Построена от Странджански кооперативен горски съюз с междурелсие 600 мм. Открита 1949 г. с дължина 33 км, превозва дървен материал и хора до пристанището на морския бряг. Закрита 1956 г. и демонтирана, трасето е запазено и се настоява за възстановяването ѝ;

### Генерал Тодоров – Петрич – Златарево
Междурелсие 600 мм – открита 1917, 31 км, разширена в нормална до Петрич 1969, останалата част до Златарево през 1920 след Ньойския договор е закрита и демонтирана;

### Бургас – Поморие
Междурелсие 600 мм – 22 km открита 1925, разширена в нормална и с променено трасе 1930, закрита за пътнически превози 2002, демонтиран участък Поморие – Винпром Поморие 2004, демонтиран участък Винпром Поморие – мини Черно море 2010;

### Варвара – Пазарджик
Междурелсие 760 мм – 16 km, открита 1928, закрита 01.10. 2002 г., демонтирана;

### Велес-Степанци
Междурелсие 600 мм – открита 1916, 52 км;

### Долни Чифлик-Солник–Дюлино
Междурелсие 600 мм – открита 1921, предадена в 1923 на горско стопанство „Тича“, след 1959 г. закрита и демонтирана. Германска делегация от провинция Бранденбург е проявила интерес за възстановяването на горската железница като туристическа атракция.

### Казанлък-Арсенал АД
Междурелсие 600 мм – открита 1927, за вътрешнозаводски транспорт, днес закрита и демонтирана.

### Канатларци-Мусинци
Междурелсие 600 мм, конска – открита 1917, 12 км;

### Казичане–Дворец Врана(известна като Царската теснолинейка)
Междурелсие 600 мм, парна – открита между 1906 и 1911 г., действа до средата на века, 5,5 км, линията е товарно-снабдителна и пътническа, тя свързва Царската гара при с. Казичане с двореца Врана за нуждите на монарха и официалните гости на Царя и семейството му. Следи от релсовия път има до към 1960 г. зад Царскага спирка (гара) до входните стрелки към страна София на гара Казичене. С нея са пътували: британския крал Джорж V, императора на Австро-Унгария Карл I, италианската кралица Елена, сръбският крал Александър само две седмици преди да бъде убит от ВМРО в Марсилия, румънския крал Карол II , османският престолонаследник принц Юсуф Изедин, великия княз Александър Михайлович (син на Царя-Освободител Александър II) и съпругата му великата Княгиня Мария Павловна, великия Княз Владимир Александрович, великия княз Николай Николаевич, граф Николай Павлович Игнатиев, Вюртембергския херцог Албрехт, външните министъри на Хитлер: Йоахим фон Рибентроп и Константин фон Нойрат, италианската принцеса Мафалда, външния министър на Италия граф Галеацо Чано, зет на Мусолини, немския принц Филип и сина му Леополд Клемент фон Заксен, Кобург и Гота, херцог Карл Едуард и съпругата му принцеса Виктория Аделхайд фон Шлезвиг-Холщайн, кайзеровият фелдмаршал Аугуст фон Макензен, нацисткия райхсмаршал Херман Гьоринг, хитлеровия гросадмирал Ерих Редер, командващия вермахта на Балканите фелдмаршал Зигмунд Вилхелм Лист, командващия Трети украински фронт на Червената армия маршал Бирюзов, основателя на съвременната турска държава Мустафа Кемал Ататюрк, основателя на съвременната хърватска държава Анте Павелич, плененият командващ Одринската крепост Шукри паша, плененият командващ турския корпус в Беломорието Явер паша, Рабиндранат Тагор, Фьодор Шаляпин, Джеймс Баучър, Елин Пелин и практически всички най-видни тогавашни български, и гостували в България политици, военни и интелигенция, Цар Борис III е започвал оттук пътуванията си със собствения на двореца често управляван лично от него локомотив (Цар Борис полага изпит за машинист в БДЖ още на 10.09.1910 г. едва 17-годишен с локомотив номер 324, по линията Каспичан – Варна), също оттук след абдикацията си Цар Фердинанд в 1918 и в 1946 след налагането на републиканския строй Царица Йоана с невръстните цар Симеон и княгиня Мария Луиза напускат България. Първият теснолинейния локомотив, който обслужва линията е „Искър“ (Врана) произведен 1905 г. в Берлин, във фабриката A.BORSIG в Берлин, с фабричен номер 5912. След 1916 г. тази машина не се връща на линията, тогава както редица други такива на частни фабрики и предприятия е преведена в УЖПС и участва в голямото строителство на военни снабдителни теснолинейки през Първата световна война. След войната през 1920 г., заедно с всички останали на наша територия теснолинейки и подвижен състав, е предадена на БДЖ където получава експлоатационен номер 202 и участва в редица жп и пристанищни строежи. От 1938 г. е предадена на Военната фабрика в Казанлък и работи по теснолинейката между фабриката и гара Казанлък. След закриването на тази теснолинейка остава в бездействие, от 1965 е недвижещ се експонат в двора на Локомотивно депо Стара Загора. Царската гара е изискана някога сецесионна едоетажна правоъгълна сграда с 9 оси, в три от тях едностранно елипсовидна при входа в центъра където е високото главно фоае, от двете му страни са два еднакви по правоъгълни салона, то има декоративни метални козирки на двете фасади над входовете, всеки от салоните също има по едно голяма козирка към изход си навън на късата им страна. Към нормално широката жп линия на север фоаето и салоните са с правоъкълни прозорци, я към теснолинейната в посока двореца салоните са с арковидни сецесионни витрини и богата орнаментика по фасадата, особено пластична е арката на входове на фоаето към нормалната жп линиия и към теснопътната за двореца. Покривът е бил с оловно-цинкови листове, над корниза и атиката е трискатен, а в центъра при фоаето се извисява призматично подобно на този на софийския дворец където е в центъра е имало шпил, подовото покриитие е дебели глазирани керамични плочи, отоплението е било от две кахлени печки поставени в ниши в салоните. Сградата е обявена за паметкник на културата, но вече е с паднал покрив и в много тежко състояние.

### Каспичан – Крайна (Тодор Икономово)
Междурелсие 600 мм – в строежа участват и сръбски военнопленници, открита 1917, закрита на 31.ХII.1964 г.;

### Костинброд–Пожарево
Междурелсие 600 мм – открита 1917, 11 км, предадена в 1920 г. на фабрика Изида, закрита и демонтирана

### Кочериново – Кула (Бричебор) – Рилски манастир – Кирилова поляна
Междурелсие 600 мм – открита 1918, зачислена в БДЖ от 1923, 37,5 км закрита в началото на 1960 г. и демонтирана;

### Кула (Бричебор) –Радовица
Междурелсие 600 мм, 7,25 km – открита 1946 като клон на основното трасе на Рилската железница, закрита и демонтирана 1960;

### Милетково–Бурлово–Серменин
Междурелсие 600 мм, конска – открита 1917, 18 км

### Плачковци–мина Принц Борис(с.Гръбчево)
Междурелсие 600 мм – 5 km, открита 1901, в 1947 предадена като собственост от БДЖ на мина Гръбчево, закрита и демонтирана 50-те, има интереси за възстановяването ѝ като атракционна;

### Раковски(дн. кв. от Димитровград) –мина Марица
Междурелсие 600 мм – открита 1917, закрита 1938;

### Свинище–Секирани
Междурелсие 600 мм, конска – открита 1917, 12 км, закрита 1919;

### Скопие(Жостово) –Тетово–Кичево–Ташмарунища–Мешеища–Струга–Охрид
251 км, междурелсие 600 мм – откривана поетапно, последния участък в 1918. Характерни са официалните имена на гарите по нея когато управлението на областта е бивало българско – споменатата гара генерал Константин Жостов, следва гара Даме Груев при с. Горно Свиларе, след Тетово е гара Гоце Делчев, след Гостивар – гара Трайко Китанчев, след Кичево са гара Борис Сарафов и гара Поручик Тома Давидов преди Струга и Охрид. До Кичево линията е разширена в нормална след войната. Функционира и понастоящем. В останалите участъци е закрита и демонтирана.

### Тополница– минаСисевац
в община Майданпек в Поморавието - междурелсие 600 мм – открита 1917, 7 км;

### Трънскатеснолинейка (мина Злата)
Междурелсие 600 мм – строителството започва 1915 г. участъка от трасето с готовия 300 m тунел при ждрелото на Ерма след Ньойския договор остава незавършен, изградени са участък Драгоман-Ялботина (при въглищна мина Бели брег) 12 km (днес закрит и демонтиран), и участък Ракита, Звонци, Звонска Баня, Трънски Одоровци, Бобовище, Ерма, Погановски манастир, Власи, Комие, Горна Държина, Суково, Бело поле – общо 28 км. Миньорите наричат влака „Цира“. Към 1942 са направени още два по-малки тунела до с. Петачинци за свързване на участъците, но отново западните покрайнини са отнети. Участъкът Цира е закрит заедно с мината 1963 г. През 1981 г. трасето на последния е асфалтирано и преустроено в удобен път поради малките железопътни наклони.

### Червен бряг – Оряхово
Междурелсие 760 мм – 102 km открита 1918, закрита на 15 декември 2002 г., демонтирана

### Мина Чукурово– крайна станция
2 км – междурелсие 600 мм – въжена линия, открита 1917, предадена на мините

### ДолнаЮндола– горски масиви
Междурелсие 600 мм, 5 км – открита 1917 г., предадена на горско стопанство „Юндола“ през 1921 г. Закрита и демонтирана.

## История
В България са действали над 37 теснолинейни линии. Междурелсие 600 мм на БДЖ е закрито в 1969 г. 
При Управлението на железопътните съобщения при ЩДА строежът на първата теснопътна 600 мм. линия започва в края на 1915 г. от гара Радомир на юг към Бяло море по долината на река Струма до Валовища. Първият ѝ участък Радомир – Дупница 44,5 km e открит на 4 март 1916 г. 
- гара Велинград
- гара Аврамово 1267 м – най-високата гара на Балканите.
- гара Якоруда
- гара Белица
- гара Банско преди ремонта
- Теснолинеен Локомотив серия 75
- Теснолинеен Локомотив серия 609.76
- Теснолинеен Локомотив по линията Септември-Добринище
- Тунел по линията Септември – Добринище
- Гръцката линия „Метаксас“, преди българските части в 1941 г. да разчистят минните полета и да прокарат последния участък на теснопътната жп през Рупелското дефиле до гара Валовища

Започнатият от българската държава в края на 1915 г. строеж на Струмския жп район с първата теснопътна 600 мм. линия на юг към Бяло море, чиито начален участък Радомир – Дупница е открит на 4 март 1916 г., има изградена дължина през 1918 г. от 164 km, като достига Рупел на няколко километра от Валовища. Поради Ньойскя договор железопътната връзка със Солун остава незавършена, но в участъка до Горна Джумая линията до 1937 г. е преизградена с нормална ширина, след което до началото на Втората световна война теснолинейката е заменена с нормална жп линия и до Крупник.
По-късно по време на българското управление на Беломорието и Македония в 1941 – 1944 г. минните полета поставени от гърците в Рупелското дефиле са разчистени и от 24 август до 29 ноември 1941 г. е построен, въведен в експлоатация и на 8 декември 1941 г. е тържествено открит от министъра на благоустройството Димитър Василев оставъщият участък на теснолинейната линия до Валовища. Той е с дължина 14,8 км, общо са положени 18,2 км релси с гаровите коловози, извършени са 106 867 куб. м землени и скални работи, вложени са 206 485 надници, а общата инвестирана от Царство България сума е 9 873 985 лв. Така най-сетне е осъществена жп връзката София – Солун. До края на българското управление от бюджета на държавата в изграждането на нормалната жп линия Крупник – Валовища (81 km) са вложени още 1 244 746 523 лв., на 1 декември 1945 г. линията с нормално междурелсие е открита в участъка Крупник – Препечене 54 km, но с връщането на гръцката администрация в Беломорието след 9 септември 1944 г. линията отвъд границата отново е прекъсната. В 1964 г. след споразумение с Гърция на мястото на бившата теснолинейка е завършен свързващият нормален участък Генерал Тодоров – Валовища, открит тържествено за експлоатация на 30 май 1965 г. Линията е електрифицирана и реконструирана в 2001 г. от държавно предприятие „Транспортно строителство и възстановяване“.
България дава началото на строителството на железопътната мрежа във Вардарска Македония. Когато войската освобождава Вардарският край и Поморавието в 1915 г. и прогонва сърбската власт заварва в Македония само една-единствена стара турска жп линия Солун-Ускюб (Скопие) от 1873 г. която сърбите просто са свързали със своята жп система. България веднага разгърща и в тази част на Македония широкомащабно строителство на железни пътища, от 1915 до 1918 г. са построени на 600 мм, там и в останалите западни краища, над 584 км линии: Скопие гара ген. Жостов-Тетово-Гостивар-Кичево-Мешеища-Охрид-Струга-Ташмарунища, Градско-Дреново-Плетвар-Прилеп-Беранци-Битоля, Кожани-Майсклер, Милетково-Бурлово-Серменли, Свинище-Секирян, Канатларци-Мусинци, Велес-Степанци, Градско-Дреново, Тополница-Сисевец, Бело поле-Ракита и др.
Във Вардарско в годините на второто българско управление на Беломорието и Македония след 1941 се рехабилитират старите и пак се строят нови линии: Скопие (гара ген. Жостов) – Орешани 22 км, Скопие (гара горно Скопие) – Срарачилци 35 км, линията Гюешево-Куманово – трасето има дължина от 105 км, по него са извършени 1 569 077 куб. м землени и скални работи и 29 729 куб. м зидарски и бетонни работи, положен е 2,4 км железен път, изработени са 2 337 719 надници и са вложени общо 525 974 673 лв., другата е трасето Г.Джумая-Кочани с протежениее от 127 км там са извършени 1 107 266 куб. м земни и скални работи, 14 314 куб. м зидарски и бетонни работи, като е положен 130 м железен път, изработени са 1 679 793 надници, като са вложени 313 365 208 лв. Там където е днешно Косово е построена от немски специалисти теснолинейка Качаник-Щръбце с дължина 32 км, платена от БДЖ с 80 000 000 лв.
В Егейска Македония тогава е възстановявена разрушената от гърците след Ньойския договор жп линия от старата граница при Порой през Крондирци до Карасуле. Работата по участъка с дължина 26,5 км започва на 15 юли и приключва на 15 ноември 1943 г. на трасето работят 1200 д. трудоваци, а релсите, са от резерва на БДЖ и са монтирани от около 120 д. специалисти. Обектът е на стойност 65 милиона лв.
В Западните покрайнини е възстановена работата по Трънската теснолинейка и в скалите към 1942 са прокопани още два тунела при село Петачинци.
В Беломорска Тракия по същото време по трасето на линията Момчилград-Гюмюрджина са пикетирани 40 км и са построени 16,6 км, вложени са 123 840 899 лв.
Общо за тези жп строежи от ограничения си бюджет само за 39 месеца в периода юни 1941 – август 1944 България инвестира пряко над 1 108 180 780 лв. т.е. по над 932 812 лв. дневно при средна дневна надница за страната тогава около 100 – 120 лв.
След оттеглянето на българската власт от Македония в края на 1944 г. лините до Охрид, Струга и др. са унищожени, тези градове и до днес са лишени от жп връзка. В Беломорието също няма добро развитие, гръцката власт упорито изоставя областта за десетилетия с неразвита железопътна мрежа.